# Greg Hampton
Pour les articles homonymes, voir Hampton.
Greg Hampton est un chanteur, auteur-compositeur et producteur de musique américain.

## Biographie
Greg Hampton a travaillé avec divers artistes tels qu'Alice Cooper (Along Came a Spider), Lita Ford (Wicked Wonderland) ou encore Tommy Bolin (Whips and Roses). Hampton participa aussi en tant que membre de plusieurs groupes: Science Faxtion, The New Czars et Razorball.

## Discographie
- 1999 : The Wild Bunch - Black Oak Arkansas
- 2003 : Dream Factor - Jack Casady (producteur, guitare rythmique, chœurs)
- 2005 : PT=MC2 - Pat Travers
- 2006 : Whips and Roses - Tommy Bolin (producteur, mixage)
- 2008 : Living on Another Frequency - Science Faxtion (guitare, basse, batterie, claviers, chœurs)
- 2008 : Along Came a Spider - Alice Cooper (producteur, guitare, basse, claviers, chœurs)
- 2009 : Wicked Wonderland - Lita Ford (producteur, mixage, divers instruments)
- 2011 : 9 Chambers - 9 Chambers (chanteur, guitare)